# Kuchnia kazachska

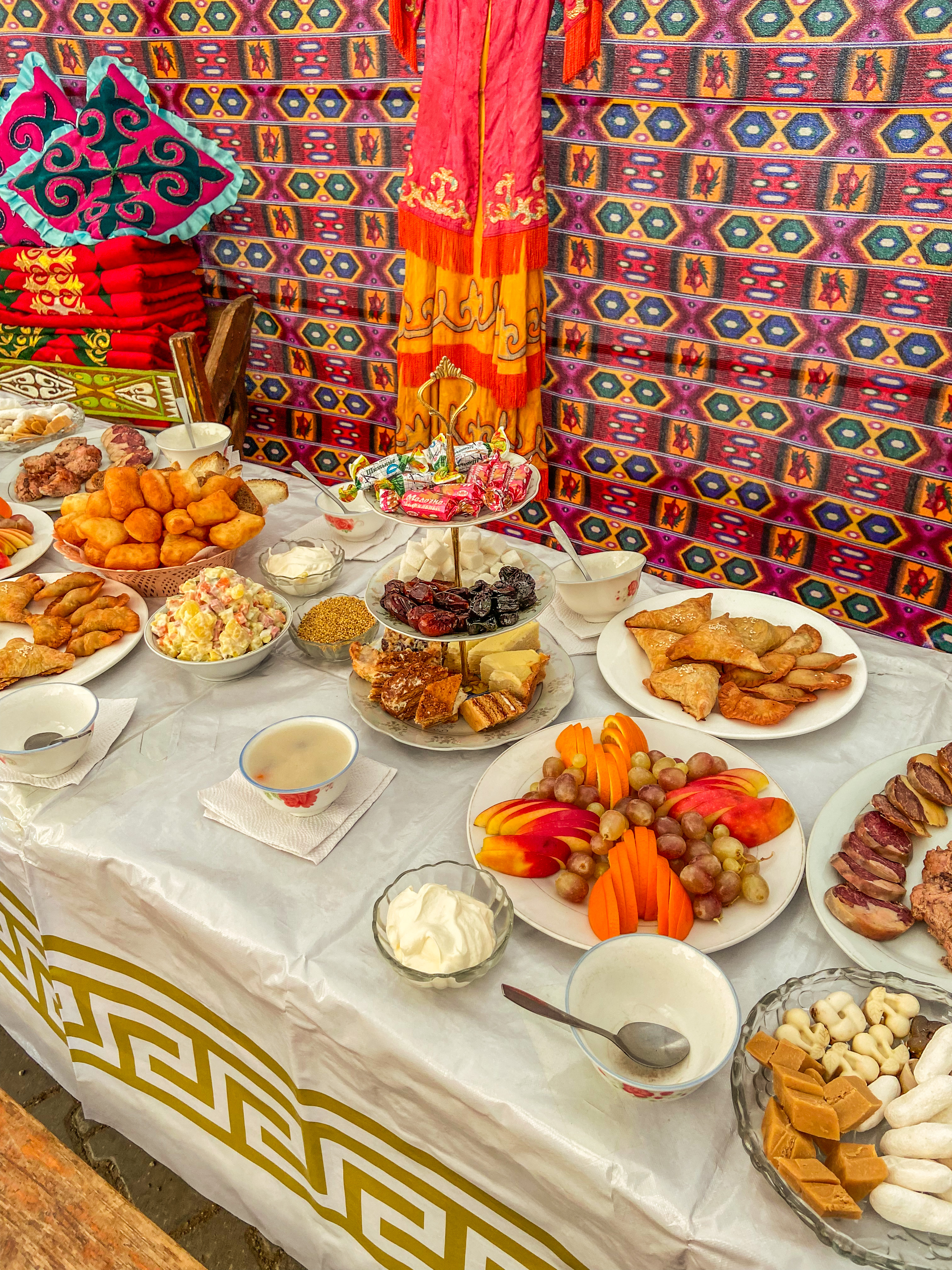
Tradycyjny stół kazachski

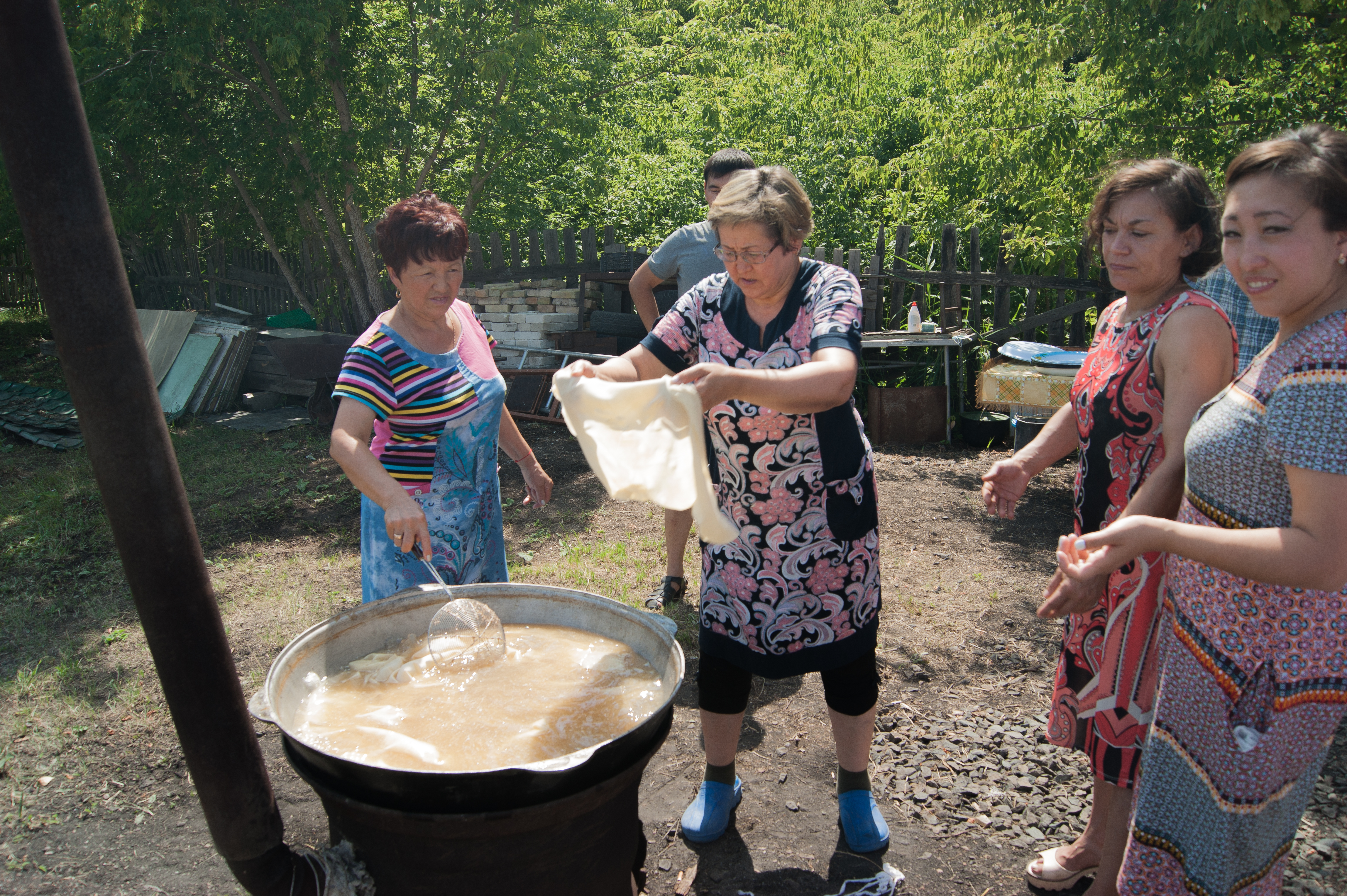
Przygotowywanie beszbarmaku na weselu

Kuchnia kazachska – narodowa tradycja kulinarna narodów Kazachstanu.

## Charakterystyka
W kuchni Kazachstanu (z uwagi na wielonarodowość kraju, położenie na Jedwabnym Szlaku i zmienną przynależność historyczną) mieszają się wpływy kulinarne różnych narodów. Dania kuchni kazachskiej mają cechy charakterystyczne dla kuchni kirgiskiej, tadżyckiej, uzbeckiej, mongolskiej, tureckiej, chińskiej, a także rosyjskiej. Bazują na mięsie i nabiale – podawanie większej ilości warzyw zostało wprowadzone stosunkowo niedawno (trudności z uprawą na jałowych glebach i w suchym klimacie). Na kazachskich stołach spotkać można więc bardzo popularną koninę (szynka, kiełbaski i inne), nadziewane baraniną (ale i innymi mięsami) pierogi i pierożki różnych rodzajów (np. manti), mięso i wędliny na bazie baraniny albo koniny, beszbarmak (danie mięsno-makaronowe spożywane rękami), lepioszki wypiekane na opale nazywanym kiziakami (powstającym ze zwierzęcych odchodów) oraz słodycze pieczone, częstokroć przyrządzane na bazie ciasta makaronowego. Z napojów pije się tradycyjnie głównie kumys i szubat (mleko wielbłądzicy). To drugie ma postać płynną, w butelkach albo stałą, kulek do ssania. Popularna jest herbata (czaj). Ta, która gotowana jest na wodzie artezyjskiej, ma charakterystyczny smak.
Ze spożywaniem posiłków wiąże się wiele zwyczajów i tradycji dotąd w niektórych kręgach pieczołowicie pielęgnowanych. Dla gości rezerwuje się najlepsze części dań lub najsmaczniejsze dania. Podawanie jedzenia na stół ma odpowiedni rytuał. Kazachowie kategoryzują gości. Pierwsza kategoria to gość specjalnie zaproszony (arnay Konak), druga to przypadkowy podróżnik, czyli osoba „wysłana przez Boga” (kuday Konak), a trzecia to gość nieoczekiwany (kydyrma Konak). Dla każdego z nich przewidziana jest specjalna forma ugoszczenia.
Pierwszą w Polsce restauracją z kuchnią kazachską była „Jurta” w Łodzi.

## Potrawy
Wybrane potrawy kuchni kazachskiej:
- beszbarmak (nazywane „daniem pięciu palców”) – danie mięsno-makaronowe spożywane rękoma,
- ulperszek,
- różnego rodzaju szaszłyki,
- pilaw,
- lagman – zupa z mięsem i warzywami (pomidory, papryka, ziemniaki, cebula i długi makaron),
- sumelek,
- lepioszka – rodzaj chleba,
- czeburek – pieróg z przaśnego ciasta,
- manti – pierożki w kształcie sakiewek, serwowane często z ostrym sosem,
- kumys i szubat (szubyt) – niskoprocentowe napoje alkoholowe na bazie mleka (klaczy lub wielbłądzicy)[1].

## Galeria

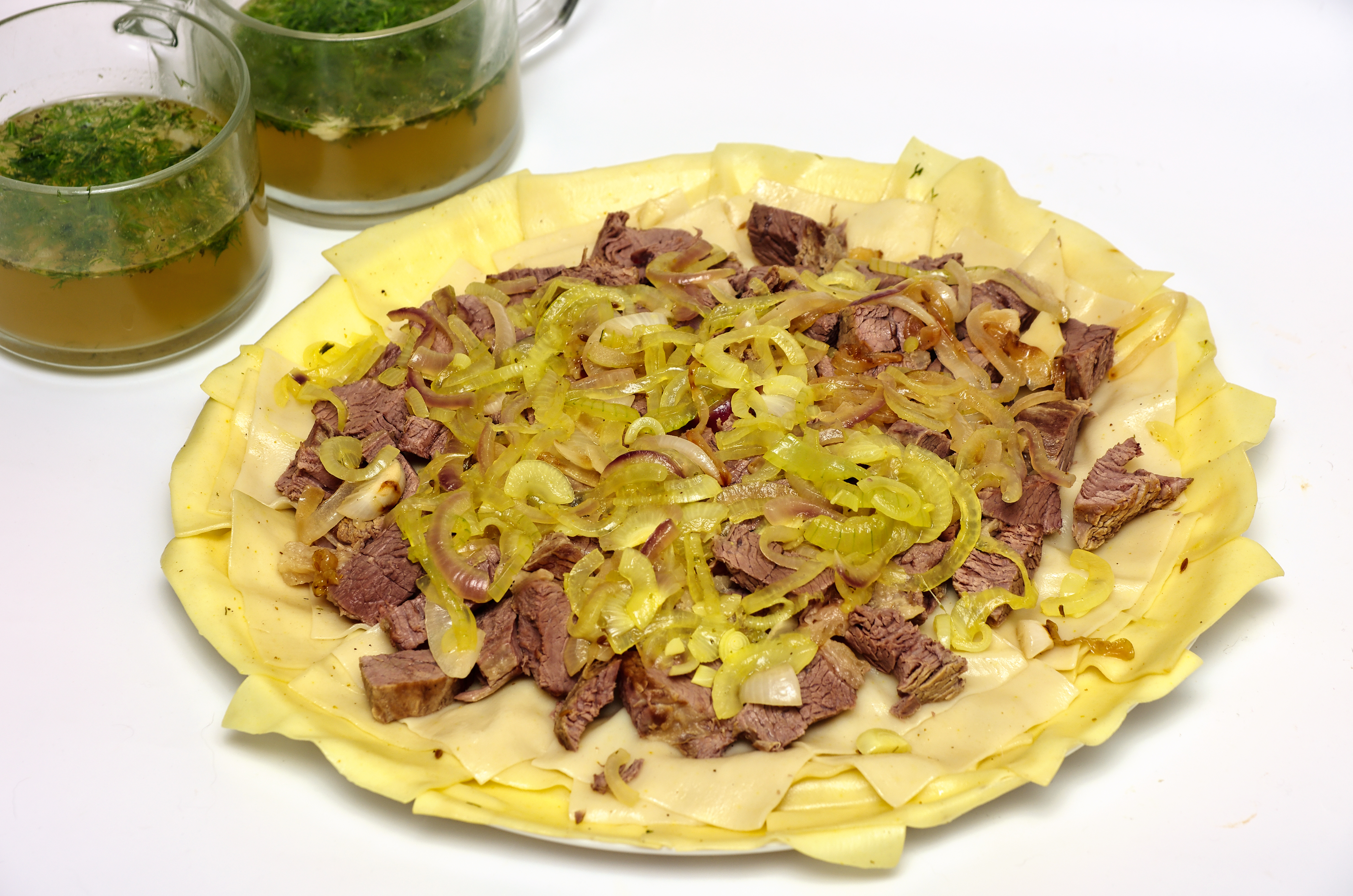
Beszbarmak
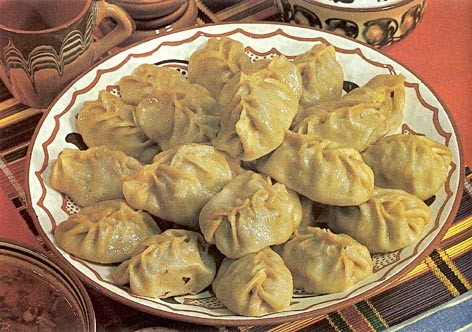
Manti
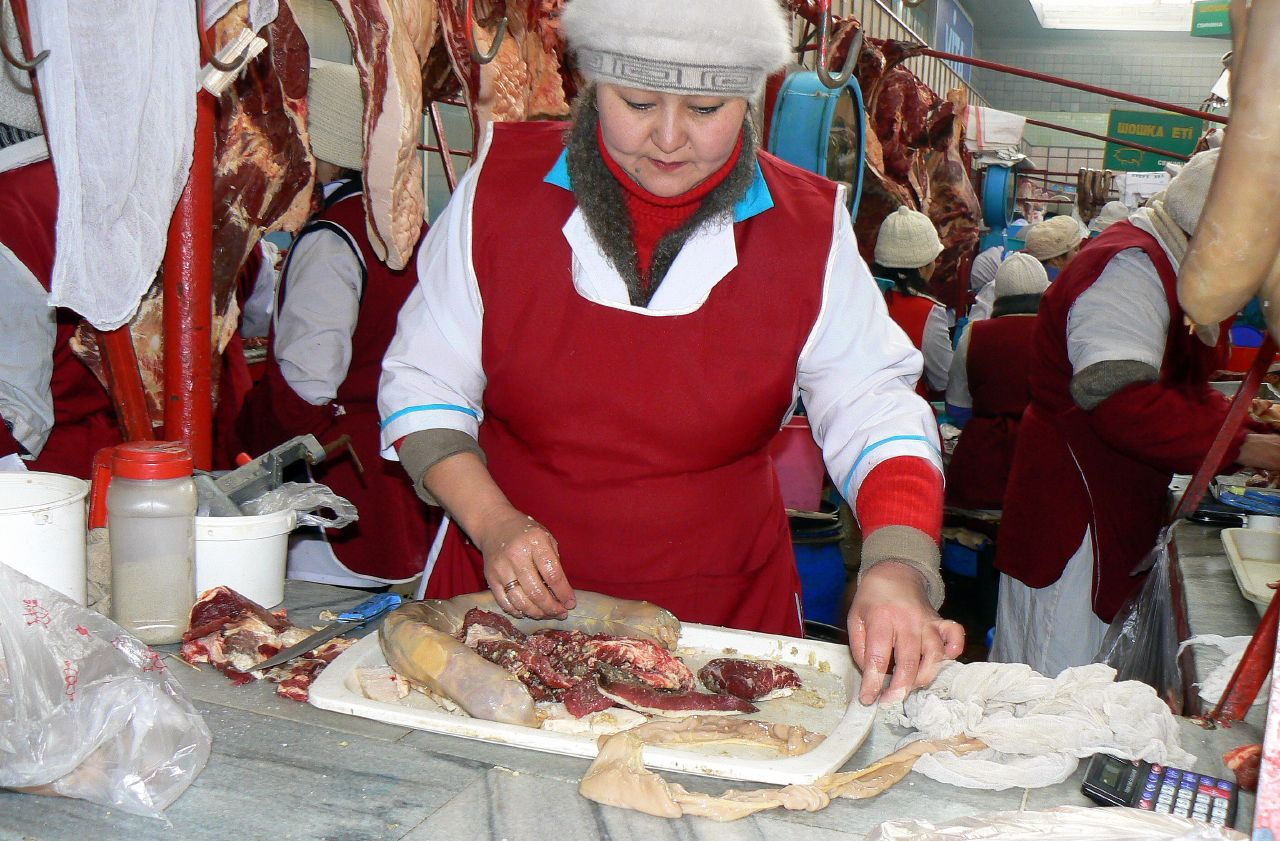
Wyrób kiełbas z koniny
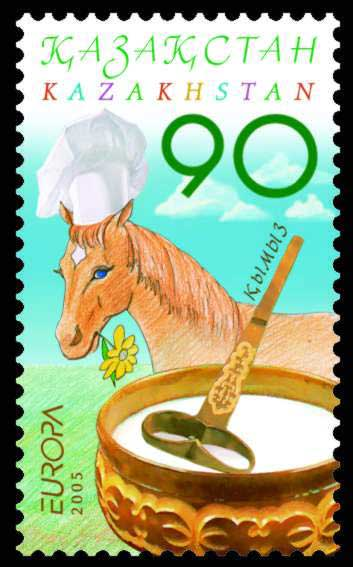
Znaczek z kumysem